# 伊田忠富
伊田 忠富（いだ ただとみ）は、日本の格闘技選手。世界サンボ選手権の銅メダリスト。大学時代から、レスリング選手として活動しながら、サンボの選手として活躍した。

## 来歴
神奈川県横須賀市出身。少年期に横須賀の渡辺道場で柔道を学ぶ。横須賀学院高等学校では柔道部に在籍、選手として活動する。
東海大学進学を機にレスリングに転向し、市口政光の指導のもとでグレコローマンスタイルを主に習得した。東日本学生新人選手権大会で優勝、全日本レスリング選手権大会では準優勝や第3位入賞などの成績を残す。
渡辺道場の兄弟子であるビクトル古賀の勧めでサンボに出会い、全日本サンボ選手権大会を制すると日本代表選手として出場した世界サンボ選手権大会では、選手層の厚いシニア90kg級に3大会にわたり、銅メダルを獲得した。

## 戦績
全日本サンボ選手権（90kg級）
- 1988年：優勝
- 1989年：優勝
- 1990年：優勝
- 1991年：優勝
- 1992年：準優勝

世界サンボ選手権（90kg級）
- 1988年（モントリオール）：銅メダル
- 1989年（モスクワ）：銅メダル
- 1991年（キャンベリー）：銅メダル